# Повне затемнення
«Повне затемнення» — кінофільм режисера Рене Манзор, що вийшов на екрани в 2009 році.

## Зміст
Потужне затемнення і масштабні спалахи на сонці вкинули Європу в темні неспокійні часи. Але на фоні всіх цих подій фільм розповідає про долю десяти звичайних, незнайомих одне з одним людей.

## Ролі
| Актор            | Роль         |
| ---------------- | ------------ |
| Крістіана Реалі  | Беатріс      |
| Флоран Паньі     | Мануель Вайс |
| Gauthier Battoue | Антонін      |
| Tom Méziane      | Тео          |
| Жан-П'єр Мартен  | Янн          |
| Ян Сандберг      | Ніколас      |
| Антуан Кехен     | Зак          |
| Федір Аткин      | Роланд       |
| Сюзанн Обер      | -            |
| Надя Барант      | -            |

## Знімальна група
- Режисер — Рене Манзор
- Сценарист — Жером Енріко, Рене Манзор
- Продюсер — Мішель Дюбуа, Боб Белліон, Джиммі Де Бребент
- Композитор — Ерік Колвін